# New Wave (album)
New Wave è il quarto album del gruppo punk statunitense Against Me!, il primo pubblicato dalla Sire Records, di proprietà della major Warner Music Group. Prodotto da Butch Vig, famoso per aver prodotto l'album dei Nirvana Nevermind, l'album fu pubblicato il 10 luglio 2007. La settimana della sua uscita, il CD fece il suo debutto al #57 della Billboard 200. L'album ha anche raccolto un discreto successo da parte della critica, tanto che la rivista Rolling Stone l'ha definito il miglior album della band.
New Wave è il primo album degli Against Me! che non contiene delle canzoni acustiche.

## Tracce
Tutte le canzoni sono scritte da Tom Gabel
1. New Wave – 3:29
2. Up the Cuts – 2:53
3. Thrash Unreal – 4:14
4. White People for Peace – 3:33
5. Stop! – 2:34
6. Borne on the FM Waves of the Heart (featuring Tegan Quin) – 4:10
7. Piss and Vinegar – 2:27
8. Americans Abroad – 2:17
9. Animal – 3:21
10. The Ocean – 4:39

## Formazione
- Tom Gabel - voce
- James Bowman - chitarra
- Andrew Seward - basso
- Warren Oakes - batteria